# Canoa/kayak ai Giochi della XVIII Olimpiade - K2 1000 metri maschile
La competizione del K2 1000 metri di Canoa/kayak ai Giochi della XVIII Olimpiade si è disputata nei giorni dal 20 al 22 ottobre 1964 nel bacino del  Lago Sagami a Sagamihara.

## Programma
| Data            | Round        | Nota                                            |
| --------------- | ------------ | ----------------------------------------------- |
| 20 ottobre 1964 | 2 Batterie   | I primi 3 in semifinale. I restanti ai recuperi |
| 20 ottobre 1964 | 2 Recuperi   | I primi 3 in semifinale                         |
| 21 ottobre 1964 | 3 Semifinali | I primi 3 in finale                             |
| 22 ottobre 1964 | Finale       |                                                 |

## Risultati

### Batterie
| Pos. | Nazione    | Atleti                               | Tempo   |
| ---- | ---------- | ------------------------------------ | ------- |
| 1    | Germania   | Heinz Büker Holger Zander            | 3'44"25 |
| 2    | Ungheria   | György Mészáros Imre Szöllősi        | 3'46"14 |
| 3    | Italia     | Cesare Beltrami Cesare Zilioli       | 3'46"43 |
| 4    | Polonia    | Władysław Zieliński Stefan Kapłaniak | 3'47"71 |
| 5    | Belgio     | René Roels Hendrik Verbrugghe        | 3'50"07 |
| 6    | Australia  | Gordon Jeffery Adrian Powell         | 3'50"42 |
| -    | Jugoslavia | Kercov Aleksander Radmanovic Stanisa | NP      |
| -    | Austria    | Heubusch Kurt Gert Grigoleit         | NP      |

| Pos. | Nazione          | Atleti                               | Tempo   |
| ---- | ---------------- | ------------------------------------ | ------- |
| 1    | Romania          | Haralambie Ivanov Vasile Nicoară     | 3'40"57 |
| 2    | Paesi Bassi      | Antonius Geurts Paul Hoekstra        | 3'40"67 |
| 3    | Svezia           | Sven-Olov Sjödelius Gunnar Utterberg | 3'42"65 |
| 4    | Unione Sovietica | Erik Kalugin Ibragim Khasanov        | 3'44"66 |
| 5    | Danimarca        | Preben Jensen Hans-Viggo Knudsen     | 3'47"01 |
| 6    | Canada           | Gabor Joo Michael Brown              | 3'51"57 |
| 7    | Stati Uniti      | Tony Ralphs Heubusch Kurt            | 3'54"01 |
| 8    | Giappone         | Hideo Kobayashi Katsufusa Kashimura  | 4'00"94 |

### Recuperi
| Pos. | Nazione     | Atleti                               | Tempo   |
| ---- | ----------- | ------------------------------------ | ------- |
| 1    | Australia   | Gordon Jeffery Adrian Powell         | 3'51"19 |
| 2    | Danimarca   | Preben Jensen Hans-Viggo Knudsen     | 3'51"43 |
| 3    | Polonia     | Władysław Zieliński Stefan Kapłaniak | 3'52"49 |
| 4    | Stati Uniti | Tony Ralphs Heubusch Kurt            | 3'45"31 |

| Pos. | Nazione          | Atleti                              | Tempo   |
| ---- | ---------------- | ----------------------------------- | ------- |
| 1    | Unione Sovietica | Erik Kalugin Ibragim Khasanov       | 3'50"20 |
| 2    | Canada           | Gabor Joo Michael Brown             | 3'53"97 |
| 3    | Belgio           | René Roels Hendrik Verbrugghe       | 3'57"27 |
| 4    | Giappone         | Hideo Kobayashi Katsufusa Kashimura | 4'03"67 |

### Semifinali
| Pos. | Nazione          | Atleti                               | Tempo   |
| ---- | ---------------- | ------------------------------------ | ------- |
| 1    | Svezia           | Sven-Olov Sjödelius Gunnar Utterberg | 3'45"90 |
| 2    | Unione Sovietica | Erik Kalugin Ibragim Khasanov        | 3'46"43 |
| 3    | Germania         | Heinz Büker Holger Zander            | 3'47"46 |
| 4    | Polonia          | Władysław Zieliński Stefan Kapłaniak | 3'49"24 |

| Pos. | Nazione   | Atleti                           | Tempo   |
| ---- | --------- | -------------------------------- | ------- |
| 1    | Romania   | Haralambie Ivanov Vasile Nicoară | 3'49"02 |
| 2    | Danimarca | Preben Jensen Hans-Viggo Knudsen | 3'51"20 |
| 3    | Italia    | Cesare Beltrami Cesare Zilioli   | 3'52"27 |
| 4    | Canada    | Gabor Joo Michael Brown          | 3'52"90 |

| Pos. | Nazione     | Atleti                        | Tempo   |
| ---- | ----------- | ----------------------------- | ------- |
| 1    | Paesi Bassi | Antonius Geurts Paul Hoekstra | 3'49"41 |
| 2    | Australia   | Gordon Jeffery Adrian Powell  | 3'50"98 |
| 3    | Ungheria    | György Mészáros Imre Szöllősi | 3'52"15 |
| 4    | Belgio      | René Roels Hendrik Verbrugghe | 3'53"66 |

### Finale
| Pos.    | Nazione          | Atleti                               | Tempo   |
| ------- | ---------------- | ------------------------------------ | ------- |
| Oro     | Svezia           | Sven-Olov Sjödelius Gunnar Utterberg | 3'38"54 |
| Argento | Paesi Bassi      | Antonius Geurts Paul Hoekstra        | 3'39"30 |
| Bronzo  | Germania         | Heinz Büker Holger Zander            | 3'40"69 |
| 4       | Romania          | Haralambie Ivanov Vasile Nicoară     | 3'41"12 |
| 5       | Ungheria         | György Mészáros Imre Szöllősi        | 3'41"39 |
| 6       | Italia           | Cesare Beltrami Cesare Zilioli       | 3'43"55 |
| 7       | Unione Sovietica | Erik Kalugin Ibragim Khasanov        | 3'44"19 |
| 8       | Australia        | Gordon Jeffery Adrian Powell         | 3'44"52 |
| 9       | Danimarca        | Preben Jensen Hans-Viggo Knudsen     | 3'47"31 |